# Campeonato Mundial de Ginástica Aeróbica de 1995
O I Campeonato Mundial de Ginástica Aeróbica transcorreu entre os dias 16 e 17 de dezembro de 1995, na cidade de Paris, França.

## Resultados

### Individual Masculino
| Pos.              | País          | Ginasta            | Pontos |
| ----------------- | ------------- | ------------------ | ------ |
| Medalha de ouro   | Brasil        | Mario Luis Américo | 33,800 |
| Medalha de prata  | França        | Alain Courte       | 32,950 |
| Medalha de bronze | Coreia do Sul | Kwang-Soo Park     | 31,900 |

### Individual Feminino
| Pos.              | País      | Ginasta               | Pontos |
| ----------------- | --------- | --------------------- | ------ |
| Medalha de ouro   | Espanha   | Carmen Valderas Munoz | 34,650 |
| Medalha de prata  | Austrália | Patsy Tierney         | 31,600 |
| Medalha de bronze | Brasil    | Isamara Secati        | 31,100 |

### Dupla Mixta
| Pos.              | País          | Ginastas                             | Pontos |
| ----------------- | ------------- | ------------------------------------ | ------ |
| Medalha de ouro   | Brasil        | Pedro Faccio e Erica Faccio          | 35,100 |
| Medalha de prata  | Rússia        | Tatiana Soloviova e Vladislav Oskner | 31,800 |
| Medalha de bronze | Coreia do Sul | Won-Sil Choi e Ye-Im Song            | 31,550 |

### Trio
| Pos.              | País    | Ginastas                                                           | Pontos |
| ----------------- | ------- | ------------------------------------------------------------------ | ------ |
| Medalha de ouro   | Brasil  | Ruy Faria Amadei, Gilberto Faria Lopes, Ary Marques                | 35,650 |
| Medalha de prata  | Roménia | Andrei Nezezon, Claudiu Catalin Varlam, Claudiu Christian Moldovan | 33,400 |
| Medalha de bronze | Hungria | Attila Katus, Tamas Katus, Romeo Szentgyorgyi                      | 33,300 |

## Quadro de Medalhas
| Pos. | País          | Medalha de ouro | Medalha de prata | Medalha de bronze | Total |
| ---- | ------------- | --------------- | ---------------- | ----------------- | ----- |
| 1    | Brasil        | 3               | 0                | 1                 | 4     |
| 2    | Espanha       | 1               | 0                | 0                 | 1     |
| 3    | Austrália     | 0               | 1                | 0                 | 1     |
| 3    | França        | 0               | 1                | 0                 | 1     |
| 3    | Roménia       | 0               | 1                | 0                 | 1     |
| 3    | Rússia        | 0               | 1                | 0                 | 1     |
| 7    | Coreia do Sul | 0               | 0                | 2                 | 2     |
| 8    | Hungria       | 0               | 0                | 1                 | 1     |

## Ligações Externas
- (em inglês) ou (em francês) FIG
- (em inglês) Resultados da competição